# Bois du Laerbeek
Le bois du Laerbeek (en néerlandais : Laarbeekbos) est un bois de hêtre s'étendant sur 34 hectares situé à Jette, au nord-ouest de Bruxelles. Il appartient à la Région de Bruxelles-Capitale et fait partie du parc Roi Baudouin.
Cinq hectares du bois sont aujourd'hui menacés par un projet d'élargissement du ring autoroutier décidé par la Région flamande. La commune de Jette s'oppose fermement à cette amputation.

## Histoire
Partie intégrante de la propriété de l'abbaye de Dieleghem, le bois du Laerbeek ou Laerbeekbosch, situé derrière le chalet du Laerbeek à l'extrémité de l'avenue du même nom, a été planté après une longue période d'exploitation de moellons de calcaire gréseux dont les premières traces remontent au XIIe siècle. En raison de la présence de nombreuses sources et de l'impropriété du sol à la culture, la carrière épuisée a ensuite été boisée par les moines.
Laer, qui signifie inculte et humide, a donné son nom à l'affluent du Molenbeek qui le parcourt, le Laerbeek. Il serpente entre les ravins du bois et forme un étang dans un ancien puits d'extraction.
Lors du démantèlement de l'abbaye, sous l'occupation française, le site a été vendu à la famille de Jean-Alexandre Werry de Hulst (1773-1847), entrepreneur et architecte bruxellois. Elle le maintient dans son patrimoine, avec d'autres propriétés jettoises, pendant plus d'un siècle, de 1799 à 1906.
C'est l'avocat Eugène-Jean-Joseph Van Den Elschen (1856-1927) qui en devient ensuite propriétaire et y fait construire un chalet de style normand par l'architecte liégeois Charles Castermans en 1908. L'entrée du domaine se fait par une drève monumentale, incluse aujourd'hui dans le périmètre du parc. Elle était précédée d'une barrière anglaise dessinée par l'architecte Louis Van der Swaelmen, dont la notoriété s'est bâtie autour des cités-jardins construites dans l'entre-deux-guerres.
Outre la hêtraie dominante – dont l'âge moyen atteint 150 à 200 ans – la vaste propriété comprend aussi des chênes, des aulnes, des peupliers et des frênes, un parc, des jardins, des prairies et un verger.
Dès 1924, la commune bénéficie d'un arrêté d'expropriation lui permettant de lotir le domaine pour en faire une zone résidentielle. Le combat judiciaire qui s'en est suivi va durer un quart de siècle. La commune finit par exécuter le jugement en sa faveur en 1962 et devient propriétaire d'un bien qui avait entre-temps été partagé entre de trop nombreux héritiers. Dans l'attente d'une nouvelle destination, le chalet est loué et ensuite laissé à l'abandon avant d'être cédé à l'Etat belge en 1977 pour l'intégrer dans le parc Roi Baudouin. Entreprise tardivement, la rénovation du bâtiment délabré permet, en 1991, l'ouverture d'un café-restaurant.

## Description

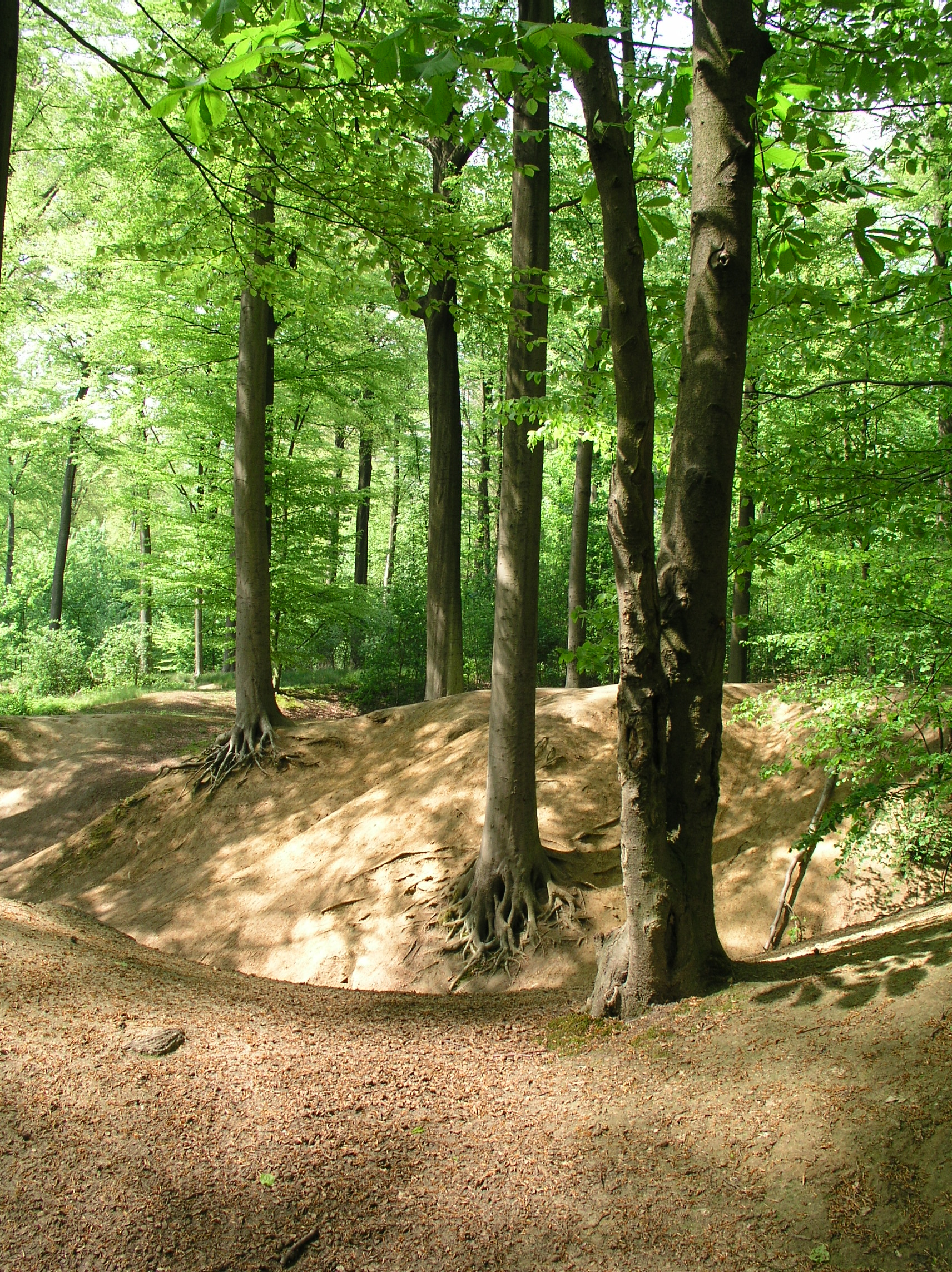
Dépression formée par une ancienne carrière de pierre

D'une superficie de 34 hectares – après avoir dépassé 100 hectares à la Révolution française – le bois du Laerbeek est une hêtraie équienne âgée, contemporaine de la forêt de Soignes. Les sujets les plus remarquables ont une dimension et un port impressionnants, même s'ils montrent des signes évidents de vieillissement. Sur une partie des versants et dans les vallons d'où émergent des sources et où coulent des ruisselets, la hêtraie est relayée par une frênaie à ail des ours et à carex et, localement, par une aulnaie.

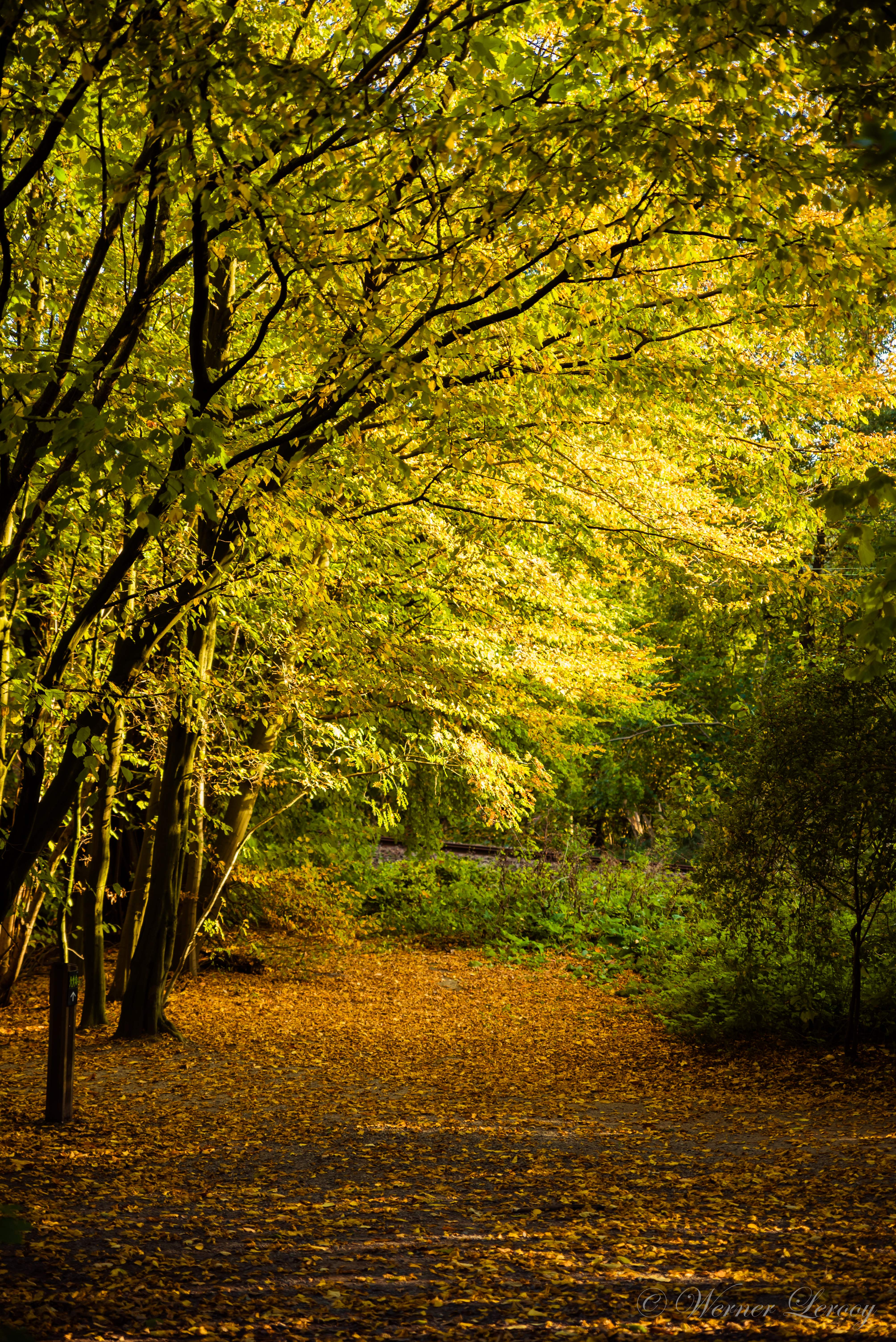
L'automne au bois du Laerbeek

Au milieu des hêtres âgés, on trouve des frênes et quelques érables sycomores dont la régénération naturelle est vigoureuse et, dans une zone centrale, des chênes pédonculés. Le massif comprend, au sud-ouest du bois, deux petites peupleraies et un fourré dense de saules marsaults, entre les friches et les potagers.
La strate arbustive est d'importance variable suivant la luminosité et l'état du sol : noisetiers, sureaux, charmes et frênes y sont dominants. Plusieurs zones ont été interdites d'accès pour en régénérer la flore.
Légèrement vallonné, le relief du Laerbeek descend en pente douce du nord vers le sud. Les sentiers ménagent régulièrement de belles perspectives sur les paysages du sous-bois. La floraison du sous-bois au printemps comprend des tapis d'ail des ours et d'anémone sylvie, ponctués de-ci de-là par le bleu des jacinthes des bois et les bouquets de sureaux et de noisetiers. C'est cependant sous la frênaie et dans les zones calcaires que les palettes de couleurs forment la composition la plus riche.
La dépression centrale, dernière trace des anciennes carrières, est tapissée d'une végétation herbacée et d'arbustes. Dans le fond, une mare envasée alimente le Laerbeek qui s'écoule doucement vers le fond de la vallée où il rejoint le Molenbeek. La végétation de ses rives est rare en raison du piétinement dont elles sont l'objet et du manque de lumière.

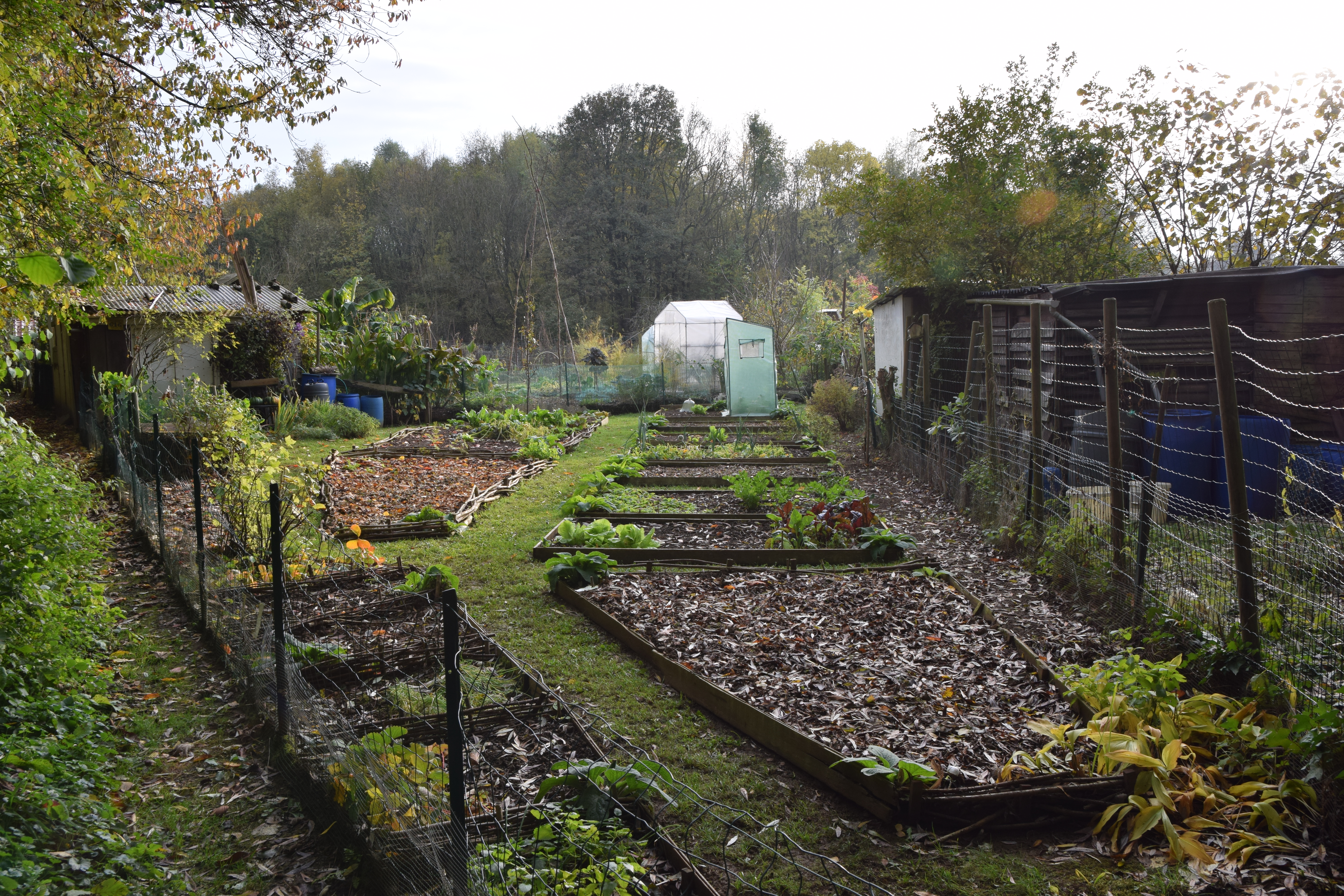
Jardins familiaux

## Quelques édifices et monuments
- Chalet Normand (1908) : ce bâtiment de style normand a été construit par Charles Castermans en 1908 sur base d'un modèle qu'il avait déjà créé à Spa et à Lustin. Le style se reconnaît aux façades à colombages, aux poutres apparentes et à la toiture à nombreux pans, aux fenêtres à croisillons et aux corniches débordantes. Des barrières anglaises sont ajoutées à l'entrée de la drève en 1909 par l'architecte paysagiste Louis Van der Swaelmen. Le chalet abrite aujourd'hui une taverne-restaurant, avec terrasse ensoleillée donnant sur le parc Roi Baudouin.

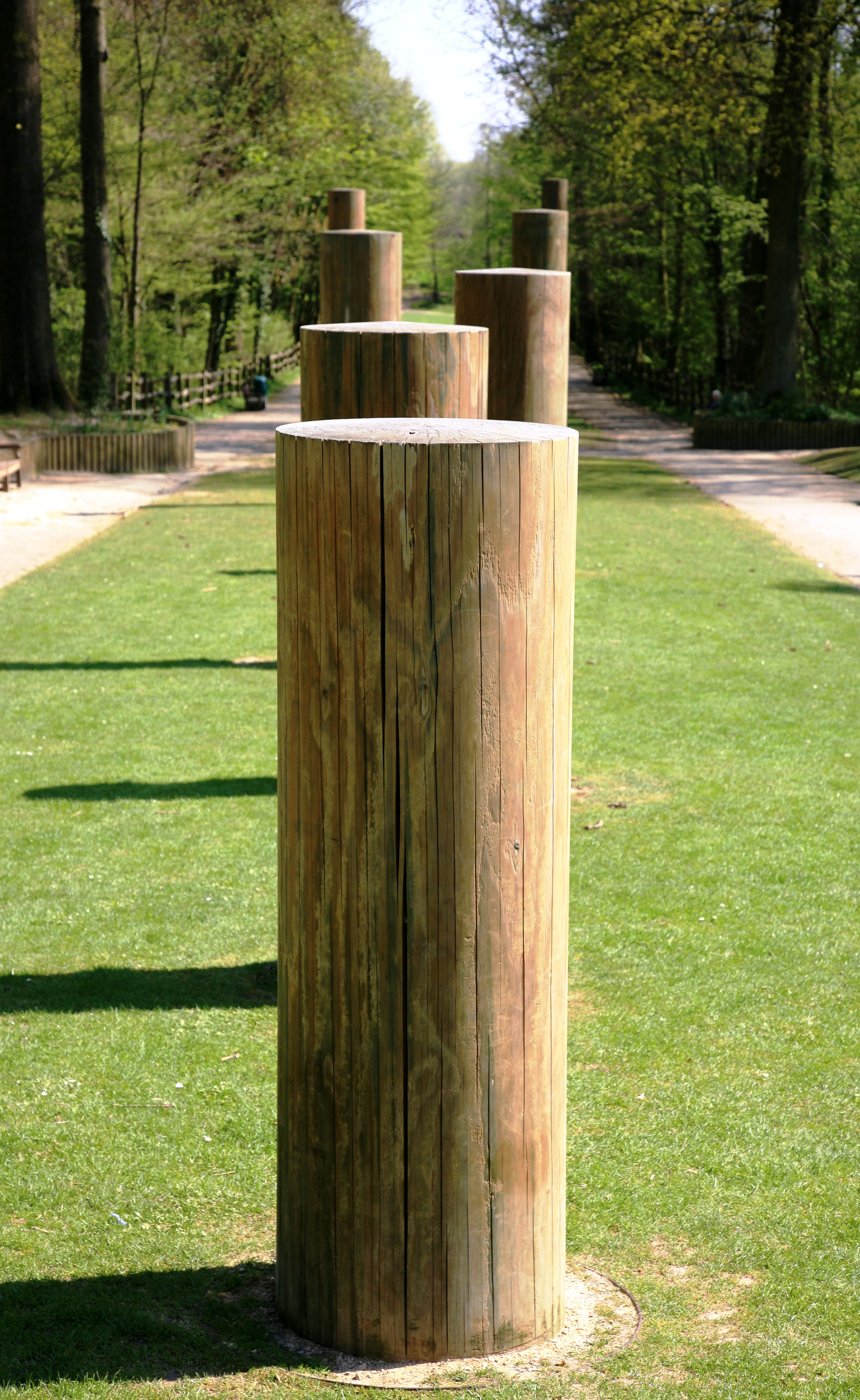
Les sept piliers de la sagesse

- Mémorial à Jan Verdoodt (1908-1980) : peintre jettois qualifié de réaliste magique dont les thèmes de prédilection sont la nature, la femme-feuille, la fille-arbre, la nymphe mi-humaine, mi-végétale. Il possédait, dans son atelier, une collection de racines, de ceps tordus et de souches alimentant son inspiration.
- Les sept piliers de la sagesse ou Wood Piece B (Jean-Alexandre Noskoff, dit Jano, 2004-2006) : double colonnade en trompe l'œil, convergeant vers une colonne maîtresse. Du siège situé vers la fontaine, on aperçoit que celle-ci dans l'axe de la perspective, les six autres colonnes, de diamètre décroissant et de hauteur croissante étant dissimulées par elle. Lieu d'observation ludique, ces colosses en douglas massif renvoient le spectateur à son imagination…